# Franska Polynesiens parlament
Franska Polynesiens parlament (på franska: Assemblée de la Polynésie française, på tahitiska: Te âpooraa rahi o te fenua Māòhi) är det lagstiftande organet i Franska Polynesien. Parlamentet består av 57 ledamöter som väljs vart femte år.. Parlamentet mötesplats finns i huvudstaden Papeete.
Parlamentariskt arbete sker i nio kommittéer. Parlamentets viktigaste uppgift är att stifta lagar, besluta om budgeten och hålla regeringen ansvarig för dess verksamhet. Dessutom väljs Franska Polynesiens president bland parlamentets representanter.

## Historia
Det första lokalparlamentet grundades år 1880 som kolonirådet (franska Conseil colonial ) som bestådde av 12 representanter. I sin nuvarande form grundades parlamentet år 1996. År 2004 utökades antal ledamöter till 57.

## Val
Det senaste valet hölls år 2018, och genomfördes med två valomgångar, där den första ägde rum den 24 april och den andra 6 maj. Partiet Tapura Huiraatira vann en majoritet av rösterna med 38 mandat.
Gaston Tong Sang valdes till parlamentets talman i maj 2018, med 38 röster för, 11 emot och 8 som avstod..

### Valkretsar
Ledamöterna väljs i valkretsar som följer ögrupperna. Antalet ledamöter per valkrets baseras på befolkningens storlek. I valet 2018 var valkretsarna följande:
- Les Îles du Vent, sektor 1 (13 ledamöter)
- Les Îles du Vent, sektor 2 (13 ledamöter)
- Les Îles du Vent, sektor 3 (11 ledamöter)
- Les Îles-sous-le-Vent (8 ledamöter)
- Les Tuamotu de l’Ouest (3 ledamöter)
- Les Gambier et les Tuamotu de l’Est (3 ledamöter)
- Les Marquises (3 ledamöter)
- Les Australes (3 ledamöter)

## Galleri

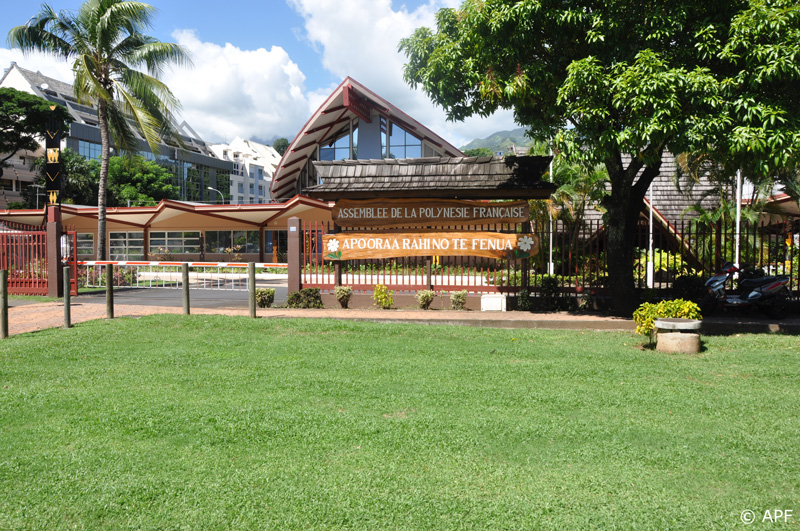
Parlamentsbyggnaden fotograferad år 2012.
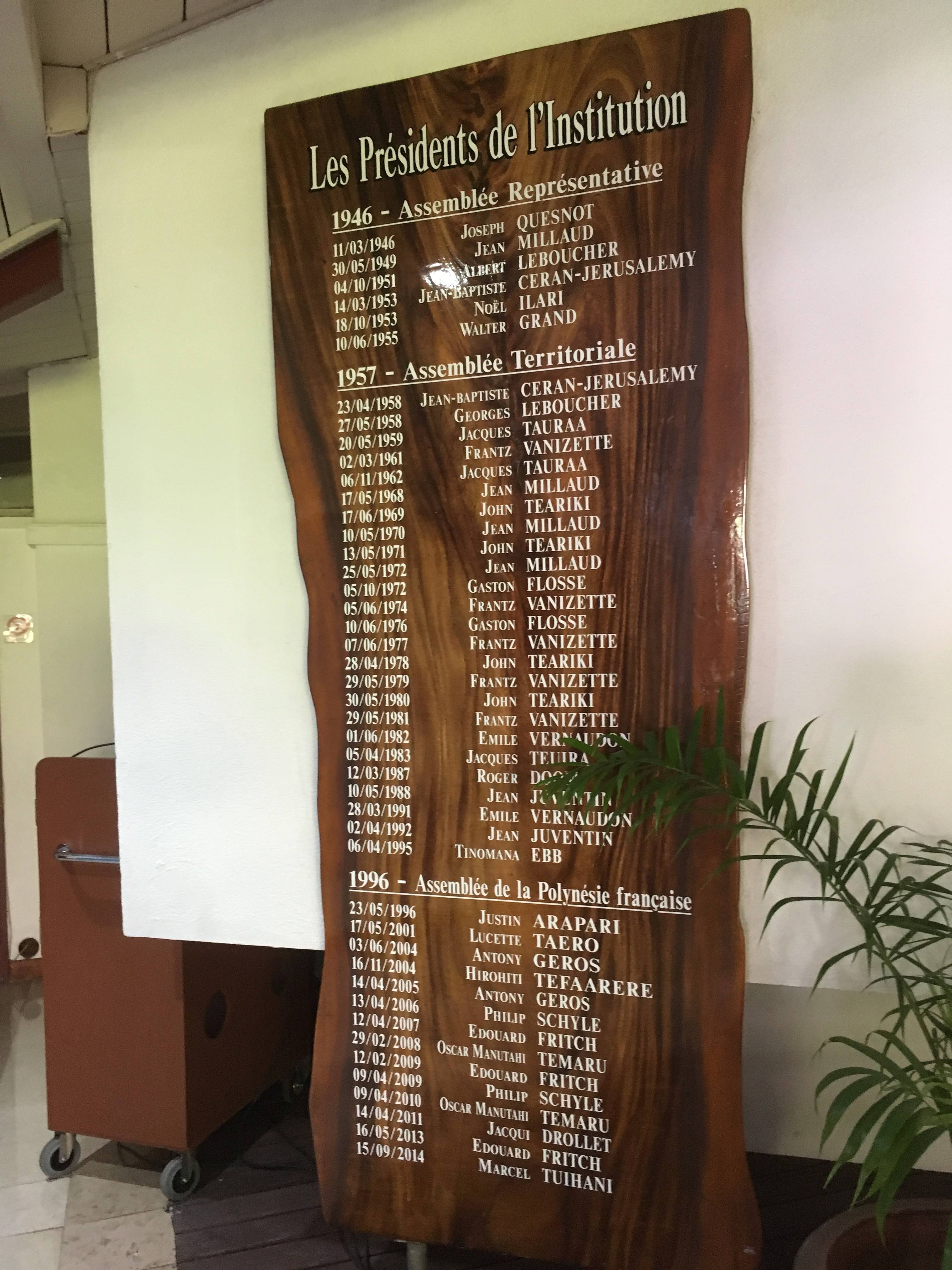
Lista över presidenter.
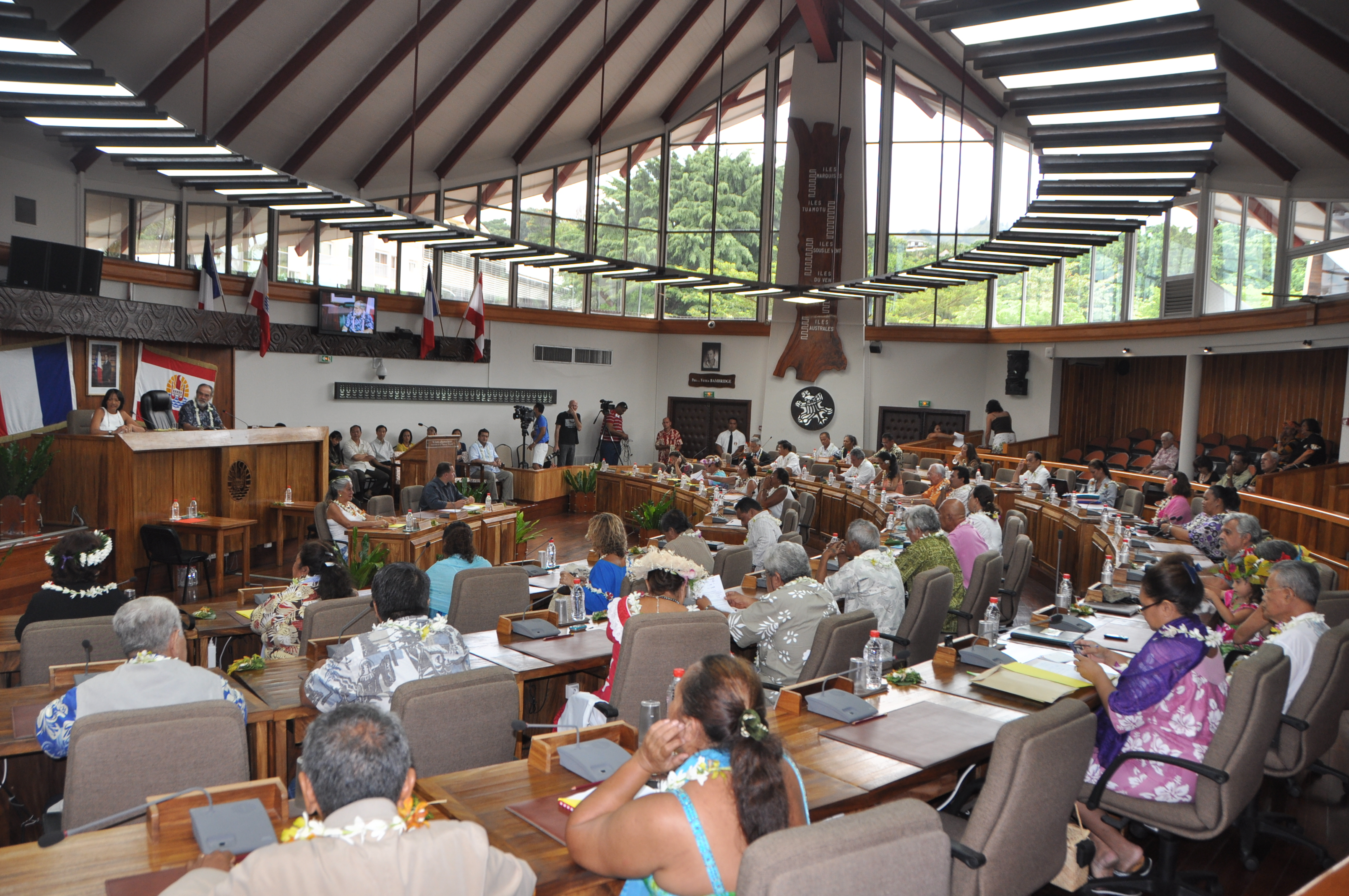
Parlamentets sittning år 2012